# Gavedo
Gavedo è una località del comune italiano di Mulazzo, nella provincia di Massa-Carrara, in Toscana.

## Storia
Prima dello sviluppo della frazione sottostante di Groppoli, Gavedo era un tutt'uno con quest'ultima, anche a livello parrocchiale, comprendendo la parrocchia di Gavedo anche il paese di Groppoli fino al 1982, anno della costruzione della chiesa parrocchiale di quest'ultimo.

## Monumenti e luoghi d'interesse

### Chiesa dei Santi Lorenzo e Donnino
La chiesa parrocchiale è dedicata ai santi Lorenzo e Donnino. Risalente al 1736, fu costruita su una chiesa pre-esistente del XII secolo su progetto dell'architetto Matteo Vinzoni su commissione dei Marchesi Brignole-Sale. Molto ampia e alta, si trova confinante con l'antico convento,ora in parte adibito a saloni parrocchiali; recentemente ha ospitato, in accordo con la Chiesa cattolica, un pope ortodosso. La chiesa ha tre entrate, ma solo quella centrale conduce alla chiesa vera e propria, infatti le altre due conducono rispettivamente a una sala riunioni e a una cappella laterale. I soffitti della chiesa e delle stanze laterali sono tutte voltati, ma il primo è decorato con colori e figure geometriche. È presente un rosone sulla facciata. Il campanile, originariamente confinante con la chiesa stessa, venne abbattuto nel dopoguerra del XX secolo e ricostruito distaccato e antistante la facciata stessa verso est.

### Castello
Il castello di Gavedo si trova al di fuori del paese in posizione sopraelevata. Risalente al più vivo Medioevo, databile forse al XI-XII secolo, faceva parte di una linea di difesa fortificata, formata da mura, castelli e torri, che partiva proprio da questa costruzione, costeggiava il corso del torrente Geriola, e arrivava fino a fondovalle. Di questa linea facevano parte anche la torre dello stesso castello e poi, a scendere, la torre inglobata nella settecentesca villa Brignole-Sale, la torre chiamata "del Sole", e infine nella torretta a ridosso del fiume ormai in pianura. Il Castello di Gavedo si presenta costruito secondo una pianta quadrata regolare, esattamente al centro delle possenti e grosse mura di cinta che lo proteggevano. Tra il XVII e il XVIII secolo venne aggiunta dentro le mura un'altra porzione di residenza.

### Villa Brignole-Sale
La Villa Brignole-Sale è risalente al 1642. Si trova davanti alla chiesa parrocchiale dei santi Lorenzo e Donnino. Venne progettata dall'architetto Giambattista Bianchi, su commissione del marchese Antonio Giulio Brignole-Sale; egli infatti fece costruire questa nuova villa vicino al paese, poiché il castello, che il nonno banchiere genovese Giulio Sale aveva ottenuto insieme con il feudo, non piaceva alla madre, Girolama Sale, per la sua posizione isolata e lontana dal centro. La Villa è circondata da un vasto parco nobiliare e, più esternamente da un muro di cinta quadrangolare, con il quale ingloba a un suo vertice una torre della vecchia linea di difesa fortificata medievale che partiva dal castello e arrivava a fondovalle. Dopo la costruzione della villa, il marchese ordinò all'architetto Matteo Vinzoni, oltre a ricostruire in parte e modificare la chiesa parrocchiale, anche di orientare la facciata verso la sua nuova dimora, e così fece. Attualmente la Villa Brignole-Sale ospita un ristorante adatto soprattutto a feste eleganti e pranzi di matrimoni, ricorrenze e avvenimenti importanti.